# Charlie Higson
Charlie Higson (Frome in Engeland, 1958) is een Engels acteur en producer, schrijver en komiek. Toen hij afgestudeerd was van de Universiteit van East Anglia, was hij van 1980 tot 1986 de zanger van de groep The Higsons. Daarna was hij een tijdje stukadoor voor hij voor Harry Enfield met Paul Whitehouse begon te schrijven.

## Biografie
Charlie Higson kreeg de eerste publieke aandacht als een van de schrijvers en performers van de Britse sketchshow The Fast Show, die een groot succes werd.
Door dit succes kon Higson van 2000 tot 2001 werken als producer, schrijver, regisseur en gastacteur voor de heropleving van Randall and Hopkirk (Deceased), een serie uit het einde van de jaren '60 over twee detectives, waarvan één was gestorven en als geest teruggekomen om zijn partner bij te staan.
Verder schreef en acteerde Higson ook voor de The Fast Show-spin-off Swiss Toni.
In 2004 werd aangekondigd dat Higson zich ging toeleggen op het schrijven van een serie James Bondverhalen voor jongere lezers (Young Bond). Deze verhalen zouden gaan over het schoolleven in Eton van de jonge James Bond. Het eerste boek, SilverFin, is uitgegeven op 3 maart 2005 in Groot-Brittannië, en op 27 april van datzelfde jaar in de Verenigde Staten.
Het tweede boek, Blood Fever, is op 5 januari 2006 in Groot-Brittannië en op 1 juni 2006 in de V.S. uitgegeven.
Het derde boek, Double or Die, is op 3 januari 2007 in Groot-Brittannië uitgegeven, Double or die wordt in juli 2007 uitgegeven in de V.S. Het een na laatste boek komt op 6 september 2007 uit en heeft de titel 'Hurricane Gold meegekregen.
Het laatste boek uit de serie, By Royal Command kwam in 2008 uit.
In 2008 kwam ook een stripverhaal uit van het eerste deel.
In 2009 verscheen Danger Society: The Young Bond Dossier, een begeleidend boek waarin auto's, wapens, locaties en allerlei andere feiten en statistische gevens uit de boeken zijn verzameld. Ook is hierin een kort verhaal opgenomen (A Hard Man to Kill) dat zich afspeelt tussen Hurricane Gold en By Royal Command.

## De Boeken

### Algemeen
- King of the Ants (1992)
- Happy Now (1993), vertaald als: "De indringer" (1994)
- Full Whack (1995)
- Getting Rid of Mister Kitchen (1997)

### Young Bond
- SilverFin (2005), (Nederlandse titel: Missie Silverfin)
- Bloodfever (2006), (Nederlandse titel: Bloedkoorts)
- Double or Die (2007), (Nederlandse titel: Gevaarlijk Spel)
- Hurricane Gold (2007), (Nederlandse titel: Goudstorm), Nederlandse release april 2009
- By Royal Command (2008), (Nederlandse titel: Sneeuwblind), Nederlandse release juni 2010

- Bibsys: 90964406
- Bibliothèque nationale de France: cb13328559g (data)
- CiNii: DA0853134X
- Gemeinsame Normdatei: 123919177
- International Standard Name Identifier: 0000 0001 0921 867X
- Library of Congress Control Number: nr94025160
- MusicBrainz: ef6e114f-71ce-4b60-ad75-725917428230
- Bibliotheek van het Japanse parlement: 01078645
- Nationale Bibliotheek van Tsjechië: xx0069961
- Nationale bibliotheek van Australië: 45466214
- Nationale Bibliotheek van Israël: 987007309587505171
- Nationale en Universitaire bibliotheek Zagreb: 000553990
- Nederlandse Thesaurus van Auteursnamen: 091162610
- Istituto Centrale per il Catalogo Unico: UBOV570269
- Système universitaire de documentation: 086136925
- Virtual International Authority File: 85755010
- WorldCat: E39PBJbtqpx897YFrxpCtPj3cP